# ラン・ダルマ
ラン・ダルマ（チベット語：གླང་དར་མ།、ワイリー転写：Glang dar-ma、 803年/809年 - 842年/43年）は、古代チベットである吐蕃の王（在位? - 842年/43年）。護教王として有名なチツク・デツェンの弟で、兄の崩御後、王位についた。名前の「ラン」は「牡牛」を意味し、体格とぼんやりした性格に由来すると考えられているが、後世に仏教年代記の影響によって「廃仏を行った牡牛のような暴君」という意味が付加された。
後代に編纂された仏教年代記には仏教の弾圧を行った王と記されているが、こうした史書の記述は疑問視されている。中国で編纂された史書には飲酒と狩猟を好む残忍な君主と記述されているが、中国の史書では亡国の君主は概ね悪しく書かれる傾向より、佐藤長は信憑性に疑問を呈している。
13世紀末にプトゥンが作成した仏教書の目録ではラン・ダルマが中観について述べた著作を残したことを確認でき、また敦煌文献にはラン・ダルマの長寿を願う祈祷文が収められている。廃仏についても、本来はラン・ダルマは仏教に対して理解のある人物だったが、周囲に押されてやむなく行ったと考える意見も存在する。
842年ごろ、ラン・ダルマは宰相によって暗殺された。暗殺の理由は不明であるが、ラン・ダルマ在位中の吐蕃では軍事中心・仏教偏重の政策からの転換が必要とされており、こうした中で起きた権力闘争に巻き込まれて殺害されたと考えられている。
ラン・ダルマの崩御後、吐蕃はバー氏と外戚のブロ氏を中心とする2つの政権に分裂する。